# Taurinos
Los taurinos o Taurini eran una antigua tribu celta-ligur que ocupaba el valle superior del río Po, en el centro del actual Piamonte. Según Polibio, su capital recibía el nombre de Taurasia. Aunque no ha sido posible situarla arqueológicamente, se supone que ocupaba el lugar de la actual Turín.

## Etimología
El nombre de la ciudad proviene de la raíz indígena Tauro (monte), cuyo uso se extendió entre los antiguos romanos para designar también al pueblo que la habitaba. El vocablo se confundió posteriormente con el latino Tauro (toro), que hoy en día sigue siendo símbolo de la ciudad de Turín.

## Historia

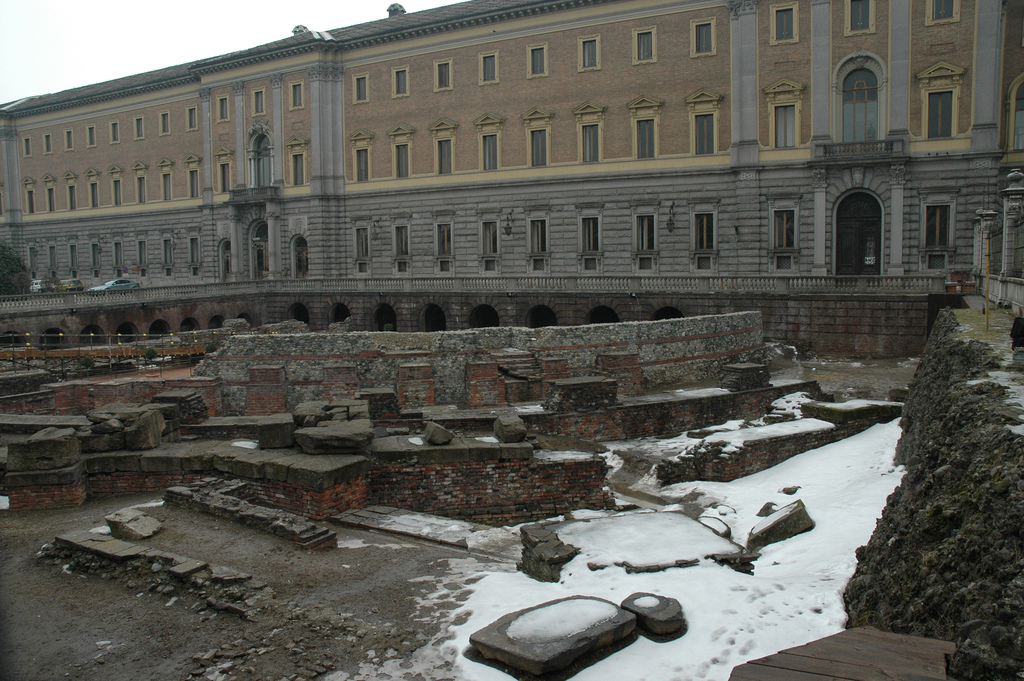
Teatro romano de Castra Taurinorum (Turín).

Taurini Semigalli proxima gens erat in Italiam degresso.

Los Taurinos Semigalos eran el pueblo más próximo (a Aníbal) cuando llegó a Italia.
Tito Livio, Ab Urbe condita libri XXI, 38

En el 218 a. C. Aníbal les atacó como parte de las exigencias de su tratado con los insubres, con quienes se encontraban en guerra desde hacía tiempo. Conquistó finalmente su capital, Taurasia, tras tres días de asedio.
Apenas son citados posteriormente en la Historia como pueblo independiente. En el 27 a. C. se establece el campamento romano de Castra Taurinorum ("Fortaleza de los taurinos"), que posteriormente recibiría el nombre de Iulia Augusta Taurinorum (Julia Augusta de los Taurinos).
Tanto Livio (v. 34) como Estrabón (iv. p. 209) mencionan la entrada a un paso en los Alpes en el país de los taurinos, lo que sugiere un uso más extendido del nombre en tiempos antiguos, confundiéndose con la región geográfica que habitaban.

(los galos) cruzaron los Alpes a través de los Taurinos y los desfiladeros de Julia
Tito Livio, Ab Urbe condita libri V, 34